# Stazione di Shirasaka
La stazione di Shirasaka (白坂駅?, Shirasaka-eki) è una stazione ferroviaria situata della città di Shirakawa, nella prefettura di Fukushima, ed è servita dalla linea principale Tōhoku regionale della JR East.

## Servizi ferroviari
East Japan Railway Company
■ Linea principale Tōhoku (servizi regionali)

## Struttura
La stazione è dotata di due marciapiedi laterali con due binari passanti in superficie, e dispone di obliteratrici di biglietti all'ingresso, essendo l'utenza estremamente bassa e non giustificante l'installazione di tornelli automatici come nelle maggiori stazioni ferroviarie giapponesi.
| 1 | ■ Linea principale Tōhoku | per Kuroiso, Utsunomiya, Ōmiya e Ueno |
| 2 | ■ Linea principale Tōhoku | per Shirakawa, Kōriyama e Fukushima   |

## Stazioni adiacenti
| «                       | Servizio                | »                       |
| Linea principale Tōhoku | Linea principale Tōhoku | Linea principale Tōhoku |
| ----------------------- | ----------------------- | ----------------------- |
| Toyohara                | -                       | Shin-Shirakawa          |